# Seventh Void
Seventh Void – amerykańska grupa muzyczna powstała w 2003 roku jako poboczny projekt Kenny'ego Hickeya i Johnny'ego Kelly'ego, muzyków znanych z zespołów Type O Negative i Danzig. Skład uzupełniają Matt Brown (Uranium 235, Supermassiv) i Hank Hell (Inhuman). W kwietniu 2009 roku wydali debiutancką płytę Heaven is Gone nakładem wytwórni Big Vin Records. 
Muzyka zespołu to pochodna hard rocka, heavy i doom metalu. Vinnie Paul, właściciel wytwórni i prywatnie znajomy Hickeya i Kelly'ego, określił zespół jako skrzyżowanie Soundgarden z Black Sabbath. 

## Dyskografia
- Heaven is Gone (2009, Big Vin Records, Napalm Records)